# 豊橋市立八町小学校
豊橋市立八町小学校（とよはししりつ はっちょうしょうがっこう）は、愛知県豊橋市八町通5丁目5にある公立小学校。

## 地理
豊橋市街地の中心部に位置しており、周辺には東三河県庁、吉田城、豊橋公園（豊橋市美術博物館、豊橋球場、豊橋公園陸上競技場）、豊橋市公会堂、豊橋市役所などがある。南側には中央部に豊橋鉄道東田本線の路面電車が走る国道1号が通っており、最寄り停留所は東八町停留場である。学区には祖父母・両親とともに三世代で暮らす古くからの家庭も少なくない。

## 歴史

### 沿革
1934年（昭和9年）には鉄筋コンクリート造3階建ての校舎（西校舎）が新築された。太平洋戦争中にはこの校舎が機銃掃射を受けている。戦後の1946年（昭和21年）10月21日には昭和天皇が豊橋を行幸し、八町国民学校が便殿（休憩場所）に選ばれた。豊橋駅や豊橋市公会堂から近いことから八町国民学校が選ばれたとされる。昭和天皇は各学年の教室を見て回り、児童とは「家は焼けちゃったの?」「焼けちゃいました」「あ、そう」などという会話を交わした。
1947年（昭和22年）の児童数は1142人、1957年（昭和32年）の児童数は1129人を数えた。1967年（昭和42年）には753人、1977年（昭和52年）には487人、1987年（昭和62年）には368人、1997年（昭和9年）には274人となった。1986年（昭和61年）8月には老朽化していた西校舎を解体し、1988年（昭和63年）3月には体育館・音楽室・図工室などが竣工した。2003年度（平成15年度）には同窓会の支援によって図書室が整備された。

### 年表
- 1873年（明治6年）10月15日 - 第十中学区第二番小学として紺屋町の神宮寺に創立[2]。
- 1893年（明治26年） - 豊橋町立第四尋常小学校と改称[3]。
- 1896年（明治29年） - 豊橋町立第二尋常小学校に改称。現在地に移転[3]。
- 1907年（明治40年） - 豊橋市八町尋常小学校に改称[3]。
- 1934年（昭和9年） - 鉄筋コンクリート造3階建て校舎を新築[2]。
- 1941年（昭和16年） - 豊橋市八町国民学校に改称[3]。
- 1945年（昭和20年）6月 - 豊橋空襲で木造校舎が焼失[3]。
- 1946年（昭和21年）10月21日 - 昭和天皇が豊橋行幸時に八町国民学校を訪問[3]。
- 1947年（昭和22年） - 豊橋市立八町小学校に改称[3]。
- 1948年（昭和23年） - 木造校舎が竣工[3]。
- 1952年（昭和27年） - 八町小学校と豊橋市立東田小学校の学区の一部が分割されて豊橋市立旭小学校が開校[3]。
- 1954年（昭和29年） - プールが竣工[3]。
- 1962年（昭和37年） - 体育館が竣工[3]。
- 1972年（昭和47年） - 鉄筋コンクリート造校舎が竣工。創立100周年記念式典を開催[3]。
- 1988年（昭和63年） - 玄関東の鉄筋校舎を改築[3]。
- 2003年（平成15年） - 創立130周年記念式典を開催[3]。
- 2013年（平成25年） - 創立140周年[3]。

### 児童数の変遷
『愛知県小中学校誌』（1978年）によると、児童数の変遷は以下の通りである。
| 1947年（昭和22年） | 1142人 |  |
| 1957年（昭和32年） | 1129人 |  |
| 1967年（昭和42年） | 753人  |  |
| 1977年（昭和52年） | 487人  |  |

## 出身者
- 丸山薫 - 詩人。
- 鈴木亜由子 - 陸上競技選手（長距離走・マラソン）。リオ五輪出場。